# Communauté économique centre-asiatique
La Communauté économique centre-asiatique (CECA) est une organisation internationale (nommée ainsi depuis 2002), fondée en 1994 pour regrouper certains États de la CEI et d’éventuels États voisins en Asie centrale afin de « renforcer le développement de l’intégration économique dans la région, la perfection des formes et mécanismes d’expansion des relations politiques, sociales, scienfico-techniques, culturelles et éducatives. »

## Les États participant aux activités de la CECA
États membres
- Kazakhstan (2002), État membre fondateur ;
- Kirghizistan (2002), État membre fondateur ;
- Ouzbékistan (2002), État membre fondateur ;
- Tadjikistan (2002), État membre fondateur ;
- Russie (2004).

États observateurs
- Géorgie (2002) ;
- Turquie (2002) ;
- Ukraine (2002).

S’il était normalement prévu de fusionner en 2006 l’organisation au sein de l’Eurasec, ce processus n’est pas achevé en raison du statut actuel de deux États observateurs au sein de la CECA non membres de l’Eurasec : la Géorgie et la Turquie.

## Origines, création et évolution
L’organisation a une histoire compliquée par de nombreuses négociations et difficultés. Fondée initialement en 1991 en tant que Communauté centre-asiatique (CCA) parmi certains États de la CEI en Asie centrale afin de renforcer leur coopération économique régionale, elle était initialement composée du Kazakhstan, du Kirghizistan, de l’Ouzbékistan, du Tadjikistan et du Turkménistan.[réf. nécessaire]
L’organisation ensuite a été renommée Union économique centre-asiatique (UECA) quand le Turkménistan s’en est retiré et quand le Tadjikistan suspendu sa coopération.[réf. nécessaire] En 1994, elle devient l’Organisation de coopération centre-asiatique  (OCCA) après des négociations avec le Tadjikistan permettant son retour à son siège. En 1998, elle a été à nouveau renommée Coopération économique centre-asiatique (CoECA).[réf. nécessaire]

### Création de l’Organisation et l’adhésion de la Russie
Le 28 février 2002, elle a été renommée dans son nom actuel avec des statuts modifiés permettant d’étendre son aire d’influence et acceptant certaines concessions, ce qui a permis à la Russie de rejoindre l’organisation en 2004. Sous ce nouveau nom, l’organisation se donnait pour objectif de former une union douanière dans les 15 ans (cependant l’adhésion de la Russie à l’organisation a repoussé cette possibilité en raison de son poids à nouveau écrasant, alors que l’organisation voulait renforcer les liens entre les pays d’Asie centrale indépendamment de la Russie dont ils s’étaient séparés, et les objectifs sont aujourd'hui bien plus modestes).

### La dissolution de la CECA au sein de l’Eurasec
Peu après, Moscou a manifesté sa volonté de dissoudre la CECA au sein de l'Eurasec. À la fin de 2005, l’Ouzbékistan a, d'ailleurs, milité pour son adhésion à la Eurasec  ce qui a conduit ses membres à négocier avec l’Eurasec, afin de fusionner à terme ces deux organisations. Cette fusion est normalement effective depuis le 25 janvier 2006.
Mais, la question du statut des observateurs actuels de la CECA qui ne sont pas observateurs de l’Eurasec n’est pas encore réglée (notamment la Géorgie et la Turquie, cette dernière militant par ailleurs pour l’adhésion à l’UE, un objectif peu compatible avec ceux des autres membres de l’Eurasec qui se veulent un contrepoids économique viable entre la puissante Union européenne à l’ouest et à la grandissante ASEAN à l’est).
La persistance de la CECA reste incertain, alors que l’essentiel de ses attributions ont été transférées à l’Eurasec depuis 2006.